# Chiropodomys major
Chiropodomys major је врста глодара из породице мишева (Muridae).

## Распрострањење
Ареал врсте је ограничен на мањи број држава. Врста има станиште у Малезији, Индонезији и Брунеју.

## Станиште
Станиште врсте су шуме. Врста је присутна на подручју острва Борнео у Индонезији.

## Угроженост
Подаци о распрострањености ове врсте су недовољни.